# Josef Huber (Journalist)
Josef Huber, meist Jo Huber, seltener auch Pepi Huber (* 9. Jänner 1928; † Dezember 2016) war ein österreichischer Journalist und Autor sowie der Vater der Tennisspielerin und ersten österreichischen Grand-Prix-Gewinnerin Petra Huber.

## Leben und Wirken
Josef Huber wurde am 9. Jänner 1928 geboren und war im Laufe seines Lebens jahrzehntelang als Journalist und Autor tätig. So arbeitete er viele Jahre für die Wiener Tageszeitung und war später – bis zu seiner Pensionierung – 17 Jahre lang Leiter des Sportressorts des Kurier. Beim Kurier verfasste er jahrelang die Kolumne Plus und Minus und war für seine Fairness bekannt, wofür er von zahlreichen Sportlern gelobt wurde. In seiner Bescheidenheit verfasste Huber im Kurier meist kleinere Tennisberichte über seine Tochter, als es die anderen österreichischen Printmedien taten. Dem Unternehmen verrechnete Huber nach Dienstreisen oftmals weniger als er ausgegeben hatte und nahm die Schuld oftmals auf sich, wenn junge Journalistenkollegen den Redaktionsschluss überzogen. Zu seinen bekannteren Büchern als Autor zählen die Ende der 1970er Jahre veröffentlichten Bücher Das neue Austria-Buch (1978) und Österreich: Faszination des Fußballs (1979), die beide über den Mohl-Verlag, der 1974 von Kurt Mohl gegründet worden war, veröffentlicht wurden. Das 1977 ebenfalls bei diesem Verlag erschienene Buch über den SK Rapid Wien, das dasselbe Cover-Design (nur in der Farbe Grün) hatte, wurde von Günther Allinger, einem Kollegen Hubers beim Kurier, verfasst.
Obwohl er selbst kein Mitglied der Sports Media Austria war, war er doch jahrelang für die Vereinigung tätig. So gehörte er viele Jahre der Jury für den Sportjournalistenpreis an und war für die Beurteilung der Einreichungen in der Kategorie „Print“ zuständig.
Kurz vor Weihnachten 2016 starb der durch ein Herzleiden geschwächte Huber wenige Wochen vor seinem 89. Geburtstag. Die Beerdigung fand im engsten Familienkreis statt. Neben seiner jüngsten Tochter Petra hatte er auch noch zwei weitere Kinder.